# Jocelyn Angloma
Jocelyn Angloma (ur. 7 sierpnia 1965 roku w Les Abymes na Gwadelupie) – piłkarz występujący na pozycjach prawego obrońcy i pomocnika.
Sukcesy:
- Mistrzostwo Europy U-21 1988 (reprezentacja Francji)
- brązowy medal Euro 1996 (reprezentacja Francji)
- IV miejsce Puchar Karaibów 2007 (reprezentacja Gwadelupy)
- półfinał Złotego Pucharu CONCAFAF 2007 (reprezentacja Gwadelupy)

## Kariera klubowa
| Lata    | Klub                 | Kraj      | Mecze | Bramki |
| ------- | -------------------- | --------- | ----- | ------ |
| 1978-85 | Étoile Morne à l'eau | Gwadelupa | ?     | ?      |
| 1985-87 | Stade Rennais        | Francja   | 37    | 1      |
| 1987-90 | Lille OSC            | Francja   | 92    | 13     |
| 1990-91 | Paris Saint Germain  | Francja   | 36    | 6      |
| 1991-94 | Olympique Marsylia   | Francja   | 85    | 3      |
| 1994-96 | Torino Calcio        | Włochy    | 60    | 7      |
| 1996-97 | Inter Mediolan       | Włochy    | 30    | 1      |
| 1997-02 | Valencia CF          | Hiszpania | 120   | 5      |
| od 2006 | Étoile Morne à l'eau | Gwadelupa | ?     | ?      |

Sukcesy:
- Puchar Ligi Mistrzów 1993 (Olympique Marsylia)
- finał Ligi Mistrzów 2000, 2001 (Valencia CF)
- finał Pucharu UEFA 1997 (Inter Mediolan)
- mistrzostwo Francja 1992 (Olympique Marsylia)
- mistrzostwo Hiszpanii 2002 (Valencia CF)
- Puchar Hiszpanii 1999 (Valencia CF)
- Superpuchar Hiszpanii 1999 (Valencia CF)

W 2006 roku zdecydował się na wznowienie kariery w reprezentacji Gwadelupy. Występy w tej reprezentacji były możliwe ze względu na to, iż nie jest ona członkiem FIFA i bierze wyłącznie udział w regionalnych rozgrywkach CONCACAF.
Obecnie występuje na pozycji środkowego pomocnika. Wcześniej w latach 1985–2002 grał jako prawy obrońca.